# 太平洋島嶼史
太平洋島嶼史（たいへいようとうしょし）では、太平洋に浮かぶ諸島嶼の歴史について述べる。

## 略史
日本列島など大陸沿岸の島々には旧石器時代から人間が居住していた。数万年前の氷期にはアリューシャン列島は回廊化し、日本列島も大陸と繋がり、スンダランドが存在していたと考えられている。これらの西から東に人々が渡ったと考えられている。
メラネシア・ミクロネシア・ポリネシアの孤島群には、過去4000年程度の間に海洋民族のアウストロネシア人が渡航してきた。

## 個別の歴史
- アリューシャン諸島 - アリューシャン諸島の歴史（アラスカの歴史）
- イースター島 - イースター島の歴史
- インドネシア - インドネシアの歴史
- ウォリス・フツナ - ウォリス・フツナの歴史
- ガラパゴス諸島 - ガラパゴス諸島の歴史
- 北マリアナ諸島 - 北マリアナ諸島の歴史
- キリバス - キリバスの歴史
- グアム - グアムの歴史
- クック諸島 - クック諸島の歴史
- サモア - サモアの歴史
- アメリカ領サモア - アメリカ領サモアの歴史
- ソロモン諸島 - ソロモン諸島の歴史
- 台湾 - 台湾の歴史
- ツバル - ツバルの歴史
- トケラウ - トケラウの歴史
- トンガ - トンガの歴史
- ナウル - ナウルの歴史
- ニウエ - ニウエの歴史
- 日本 - 日本の歴史
- ニューカレドニア - ニューカレドニアの歴史
- ニュージーランド - ニュージーランド - ニュージーランドの歴史
- ノーフォーク島 - ノーフォーク諸島の歴史
- バヌアツ - バヌアツ - バヌアツの歴史
- パプアニューギニア - パプアニューギニアの歴史
- ハワイ - ハワイの歴史
- 東ティモール - 東ティモールの歴史
- ピトケアン諸島 - ピトケアン諸島の歴史
- フィジー - フィジーの歴史
- フィリピン - フィリピンの歴史
- ポリネシア - ポリネシアの歴史
- フランス領ポリネシア - フランス領ポリネシアの歴史
- ミクロネシア - ミクロネシアの歴史
- ミクロネシア連邦 - ミクロネシア連邦の歴史
- メラネシア - メラネシアの歴史
- 琉球 - 琉球の歴史